# شتوکهایم
شتوکهایم (به آلمانی: Stockheim) یک شهر در آلمان است که در کروناخ واقع شده‌است.